# Banisteriopsis megaphylla
Banisteriopsis megaphylla là một loài thực vật có hoa trong họ Malpighiaceae. Loài này được (A.Juss.) B.Gates mô tả khoa học đầu tiên năm 1982.